# Série de championnat de la Ligue nationale de baseball 1974
La Série de championnat de la Ligue nationale de baseball 1974 était la série finale de la Ligue nationale de baseball, dont l'issue a déterminé le représentant de cette ligue à la Série mondiale 1974, la grande finale des Ligues majeures.
Cette série trois de cinq débute le samedi 5 octobre 1974 et se termine le mercredi 9 octobre par une victoire des Dodgers de Los Angeles, trois matchs à un sur les Pirates de Pittsburgh.

## Équipes en présence
Après avoir terminé en deuxième place de leur division chaque année de 1970 à 1973, soit quatre saisons consécutives, les Dodgers de Los Angeles réussissent finalement en 1974 à s'emparer de la première position dans la section Ouest de la Ligue nationale. Avec 102 victoires contre 60 défaites, leur meilleure performance en saison régulière depuis 1962, les Dodgers terminent en première place pour la première fois depuis 1966. Détrônant les Reds de Cincinnati, qu'ils devancent par quatre parties dans l'Ouest, les Dodgers accèdent à la Série de championnat pour la première fois depuis la création de cette ronde éliminatoire en 1969. Los Angeles affiche de surcroît la meilleure fiche victoires-défaites du baseball majeur en 1974.
Dans la division Est, les Pirates de Pittsburgh remportent un troisième titre de section en quatre ans. Limité à la troisième place la saison précédente avec une fiche sous la moyenne de ,500, ils remportent en 1974 un total de 88 victoires, contre 74 défaites, pour accéder à la finale de la Ligue nationale pour la quatrième fois de l'histoire de leur franchise. Gagnants de huit matchs de plus qu'en 1973, les Pirates devancent les Cardinals de Saint-Louis par seulement une partie et demie dans leur division.

## Déroulement de la série

### Calendrier des rencontres
| Match | Date      | Visiteur               | Hôte                   | Score  |
| ----- | --------- | ---------------------- | ---------------------- | ------ |
| 1     | 5 octobre | Dodgers de Los Angeles | Pirates de Pittsburgh  | 3 - 0  |
| 2     | 6 octobre | Dodgers de Los Angeles | Pirates de Pittsburgh  | 5 - 2  |
| 3     | 8 octobre | Pirates de Pittsburgh  | Dodgers de Los Angeles | 7 - 0  |
| 4     | 9 octobre | Pirates de Pittsburgh  | Dodgers de Los Angeles | 1 - 12 |

### Match 1
Samedi 5 octobre 1974 au Three Rivers Stadium, Pittsburgh, Pennsylvanie.
| Dodgers de Los Angeles                                                                                 | 0 | 1 | 0 | 0 | 0 | 0 | 0 | 0 | 2 | 3 | 9 | 2 |
| Pirates de Pittsburgh                                                                                  | 0 | 0 | 0 | 0 | 0 | 0 | 0 | 0 | 0 | 0 | 4 | 0 |
| Lanceurs partants : LA : Don Sutton PIT : Jerry Reuss Vic. : Don Sutton (1-0) Déf. : Jerry Reuss (0-1) |   |   |   |   |   |   |   |   |   |   |   |   |

### Match 2
Dimanche 6 octobre 1974 au Three Rivers Stadium, Pittsburgh, Pennsylvanie.
| Dodgers de Los Angeles | 1 | 0 | 0 | 1 | 0 | 0 | 0 | 3 | 0 | 5 | 12 | 0 |
| Pirates de Pittsburgh | 0 | 0 | 0 | 0 | 0 | 0 | 2 | 0 | 0 | 2 | 8  | 3 |
| Lanceurs partants : LA : Andy Messersmith PIT : Jim Rooker Vic. : Andy Messersmith (1-0) Déf. : Dave Giusti (0-1) HRs : LA : Ron Cey (1) |   |   |   |   |   |   |   |   |   |   |    |   |

### Match 3
Mardi 8 octobre 1974 au Dodger Stadium, Los Angeles, Californie.
| Pirates de Pittsburgh | 5 | 0 | 2 | 0 | 0 | 0 | 0 | 0 | 0 | 7 | 10 | 0 |
| Dodgers de Los Angeles | 0 | 0 | 0 | 0 | 0 | 0 | 0 | 0 | 0 | 0 | 4  | 5 |
| Lanceurs partants : PIT : Bruce Kison LA : Doug Rau Vic. : Bruce Kison (1-0) Déf. : Doug Rau (0-1) HRs : PIT : Willie Stargell (1), Richie Hebner (1) |   |   |   |   |   |   |   |   |   |   |    |   |

### Match 4
Mercredi 9 octobre 1974 au Dodger Stadium, Los Angeles, Californie.
| Pirates de Pittsburgh | 0 | 0 | 0 | 0 | 0 | 0 | 1 | 0 | 0 | 1  | 3  | 1 |
| Dodgers de Los Angeles | 1 | 0 | 2 | 0 | 2 | 2 | 2 | 3 | X | 12 | 12 | 0 |
| Lanceurs partants : PIT : Jerry Reuss LA : Don Sutton Vic. : Don Sutton (2-0) Déf. : Jerry Reuss (0-2) HRs : PIT : Willie Stargell (2) LA : Steve Garvey (1, 2) |   |   |   |   |   |   |   |   |   |    |    |   |